# Donaldo Rosales
Donaldo Rosales Fajardo (Coyoles Central; 3 de marzo de 1939-Honduras; julio de 1978) fue un futbolista hondureño que jugaba como delantero.

## Trayectoria
Jugó con el Olimpia toda una década, ganando muchos títulos. Fue el primer jugador en anotar un gol olímpico en la Liga Nacional de Honduras.
Logró uno de los tres goles en la victoria contra Motagua, siendo en el primer superclásico de Honduras de la Liga Nacional.

## Palmarés

### Títulos regionales
| Título                       | Equipo  | País     | Año  |
| ---------------------------- | ------- | -------- | ---- |
| Liga Mayor Francisco Morazán | Olimpia | Honduras | 1961 |
| Liga Mayor Francisco Morazán | Olimpia | Honduras | 1963 |
| Liga Mayor Francisco Morazán | Olimpia | Honduras | 1964 |

### Títulos nacionales
| Título        | Equipo  | País     | Año     |
| ------------- | ------- | -------- | ------- |
| Liga Amateur  | Olimpia | Honduras | 1960-61 |
| Liga Amateur  | Olimpia | Honduras | 1961    |
| Liga Amateur  | Olimpia | Honduras | 1963-64 |
| Liga Nacional | Olimpia | Honduras | 1966-67 |
| Liga Nacional | Olimpia | Honduras | 1967-68 |
| Liga Nacional | Olimpia | Honduras | 1969-70 |